# Адский фьорд
«Адский фьорд» (норв. Hellfjord) — норвежский комедийный 7-серийный детектив 2012 года. Транслировался по телеканалу NRK1. Премьера сериала состоялась на кинофестивале в Белфасте. Был представлен на фестивале в Остине штат Техас. Главные роли исполнили Заид Али, Стиг Фроде Хенриксон, Ингрид Бульсё Бердал. Основан на идее Заида Али, Стига Хенриксена, Томми Вирколы.
Сюжет комедийного детектива сосредоточен на истории неуклюжего полицейского, который попадает в рыбацкий городок, где процветает наркомафия и суеверия.
Особенностью данного сериала является то, что каждую его серию снимал новый режиссёр, а сценаристами выступили Томми Виркола, Стиг Фроде Хенриксен, Заид Али. Продюсером выступил Томми Виркола. Премьерный показ на норвежском телевидении состоялся 9 октября 2012 года.
Сериал характеризуют как нечто среднее между сериалом «Твин Пикс» и фильмом «Типа крутые легавые». Несмотря на схожесть с кинофильмом «Типа крутые легавые», сценаристы настаивали на том, что не видели кинофильм до написания сценария. Одним из ярких отличий является то, что в сериале есть всевозможные намёки на сверхъестественное, будь то сны Салмандера о священнике или название городка.
Жители городка Грюллефьорд не только внимательно следили за съёмками, но и участвовали в них, всячески поддерживая съёмочную группу.

## Сюжет
Салмандер (Заид Али), неуклюжий полицейский из столицы Норвегии убивает свою лошадь на параде в честь дня независимости. Руководство решает избавиться от полицейского, портящего имидж столичной полиции, однако не может сделать этого сразу из-за местных законов. Его отправляют в небольшой городок под названием Адский фьорд, отработать 3 месяца перед увольнением.
Средний возраст жителей 67 лет, 60 % жителей работают на рыбном заводе «Адская рыба». Большинство жителей курит. В водах поблизости обитает морское чудовище, но это меньшая из проблем Салмандера. Его помощником становится Кобба (Стиг Фроде Хенриксен), который наблюдает за тем как Салмандер спит в одной из камер участка. К счастью, затем Салмандер находит выход и поселяется у пенсионерки, которая оказывает ему знаки внимания. Тихую и размеренную жизнь городка нарушает сообщение о странной смерти, расследованием которой занялся Салмандер. Подозреваемым становится Боса Нова (Томас Хансон), а помощь Салу окажет молодая журналистка Ёханна (Ингрид Бульсё Бердал).

## В ролях
- Заид Али — сержант Несбит Салмандер[14], полицейский, после инцидента в Осло вынужден уехать в странный рыбацкий городок[1][3]. Он прибывает в него знаменитым, так как инцидент с его жеребцом Гуннаром попал в прессу[2][14]. Он вынужден всех и везде поправлять, потому что его имя произносят неправильно[2]. Салмандер надеется вернуть себе работу, но фьорд кажется сонным рыбацким городом[2], жители которого часто совмещают множество профессий[2].
- Стиг Фроде Хенриксен — Кобба, Кристофер Вигелиус Танкстат, местное подобие шерифа[2][18].
- Ингрид Бульсё Бердал — Ёханна, журналист маленького странного рыбацкого городка[2][19].
- Пихла Виитала — Рина, финская жена Коббы по каталогу, прекрасно готовит и дерётся[2].
- Томас Хансон — Боса Нова швед, возглавляющий местный рыбный завод и просто приятный парень[2].
- Гуннар — полицейский жеребец, смерть которого приводит Салмандера в Адский фьорд[2]. Снится последнему в кошмарах[2].

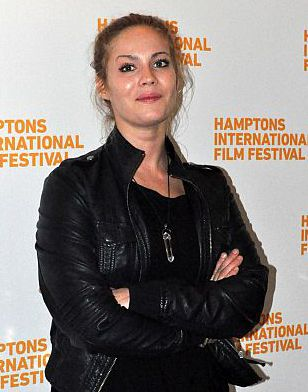
Пихла Витайла, исполнительница роли Рины.
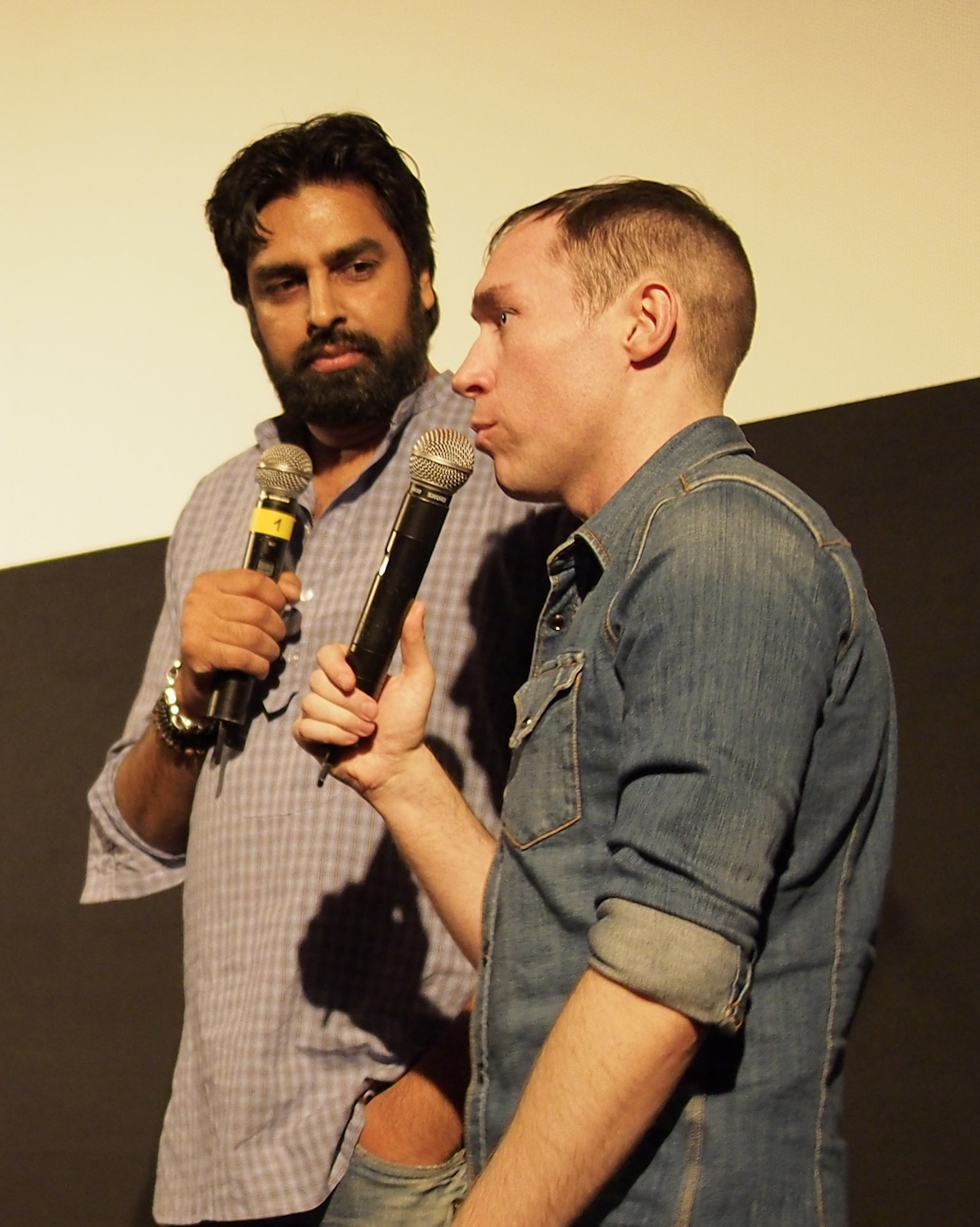
Заид Али и Стиг Фроде Хенриксен, исполнители ролей Салмандера и Коббы
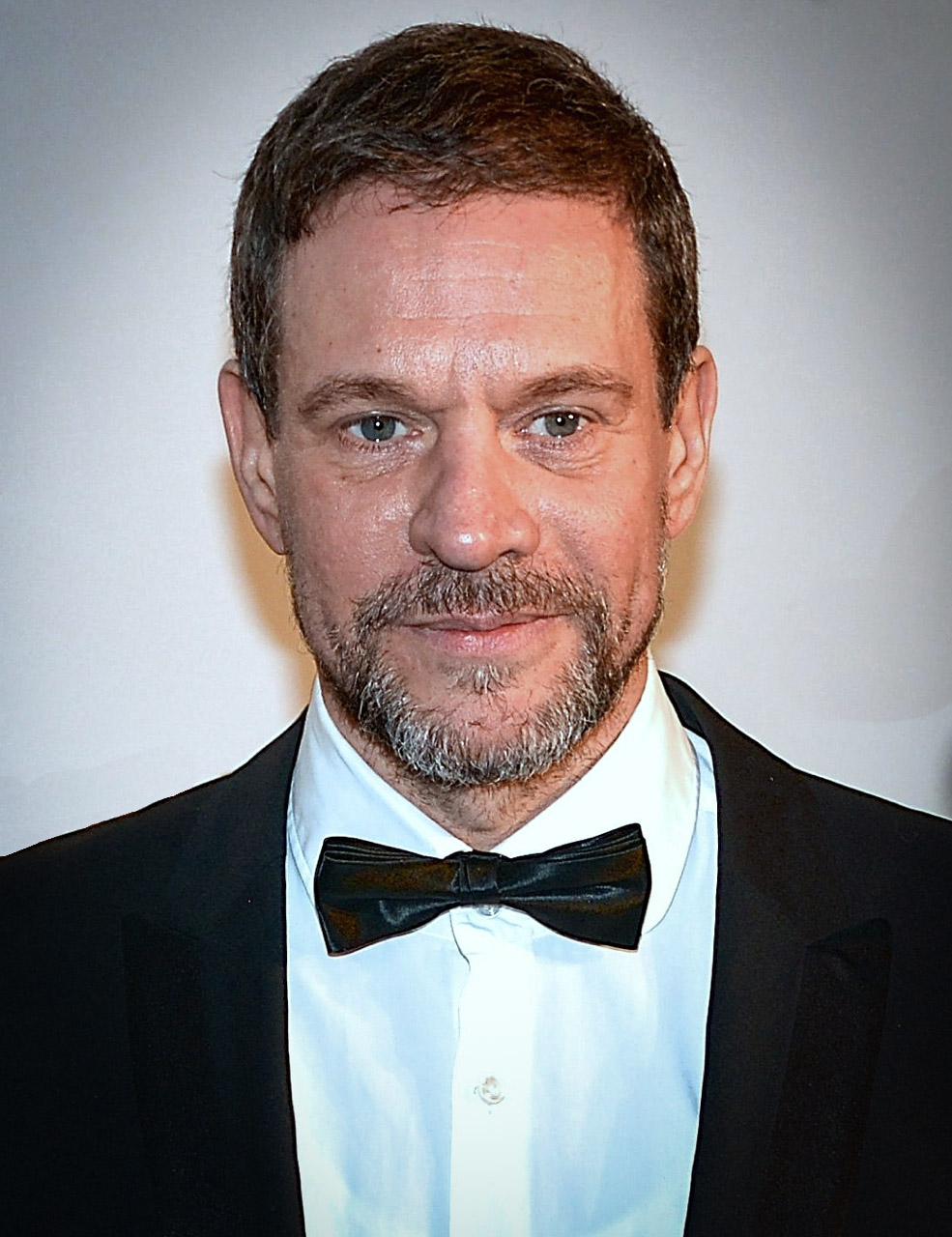
Томас Хансон, исполнитель роли Боса Нова.

## Производство

### Сценарий
Идея создания сериала принадлежит Заиду Али, Стигу Хенриксену и Томми Виркола. Они же выступили в роли сценаристов. Исполнитель главной роли также выступил в качестве сценариста. По задумке авторов картина была призвана бороться с отсутствием чувства юмора у жителей страны и всячески высмеивать расизм. Она должна была заставать врасплох зрителя. По мнению Хенрикосона, ударение в проекте было сделано на содержание и сюжет.

### Съёмки

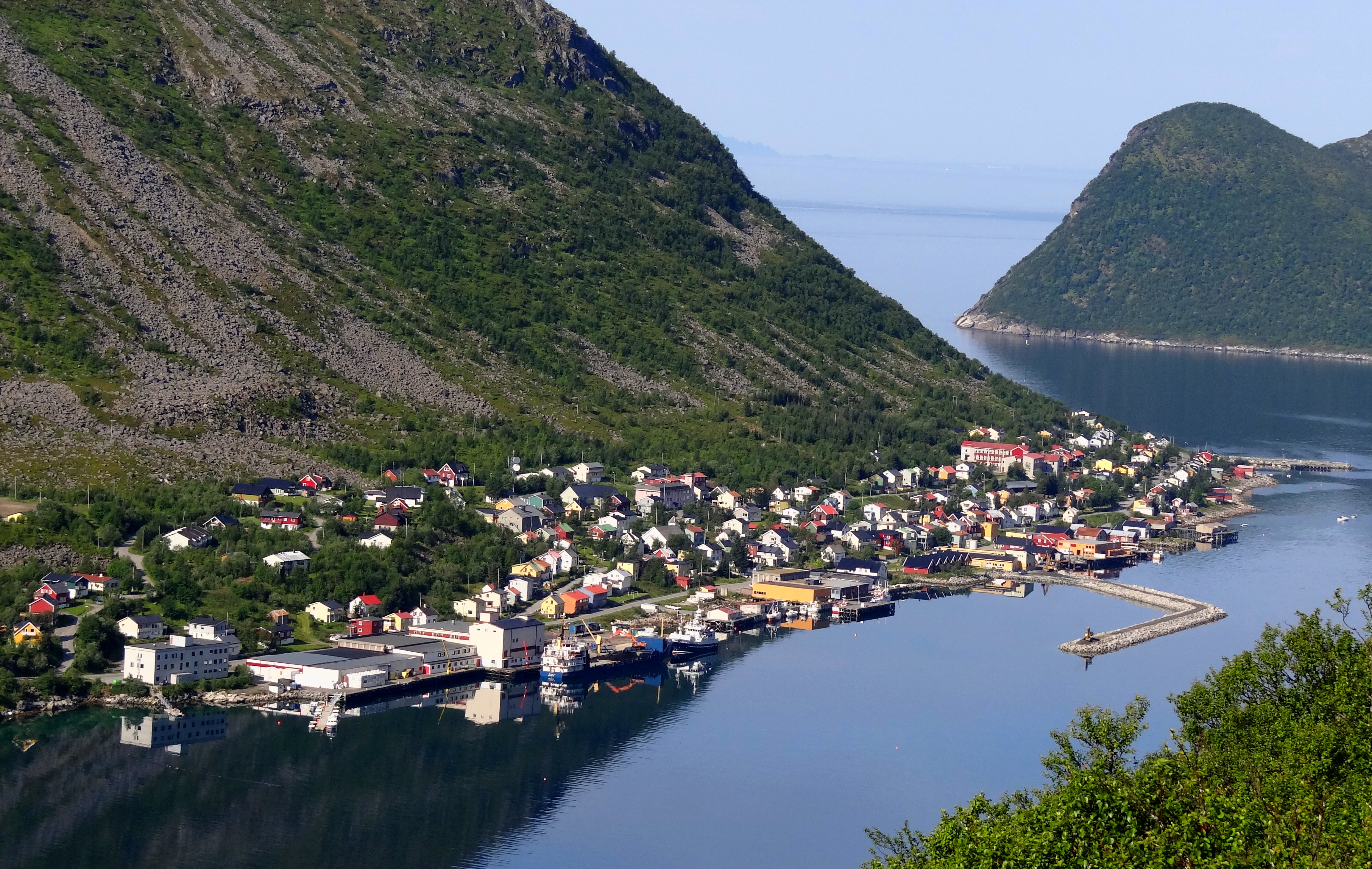
Грюллефьорд деревня на острове Сенья

Исполнитель главной роли Заид Али тепло отзывался о своих коллегах по проекту, особенно о Стиге Фроде Хенриксоне и Томми Вирколе. Он также говорил, что съёмки проходили весело, а местные жители Грюллефьорда внимательно следили за съёмками и всячески поддерживали их. Одной из проблем было погода, которая нагнетает атмосферу на экране. Заид Али отзывался о Хенриксоне как о настоящем профессионале с отличным чувством юмора. Али так же сказал что за 15 лет его работы на телевидении впервые складывается такая ситуация, когда съёмки ещё не закончены, а проект уже продан за рубеж. Несмотря на обилие комичности, в сериале присутствуют и страшные эпизоды. Команда обсуждала создание ещё одного сезона сериала за рубежом. Али говорил о том, что планировалось снимать в Ирландии или Румынии.

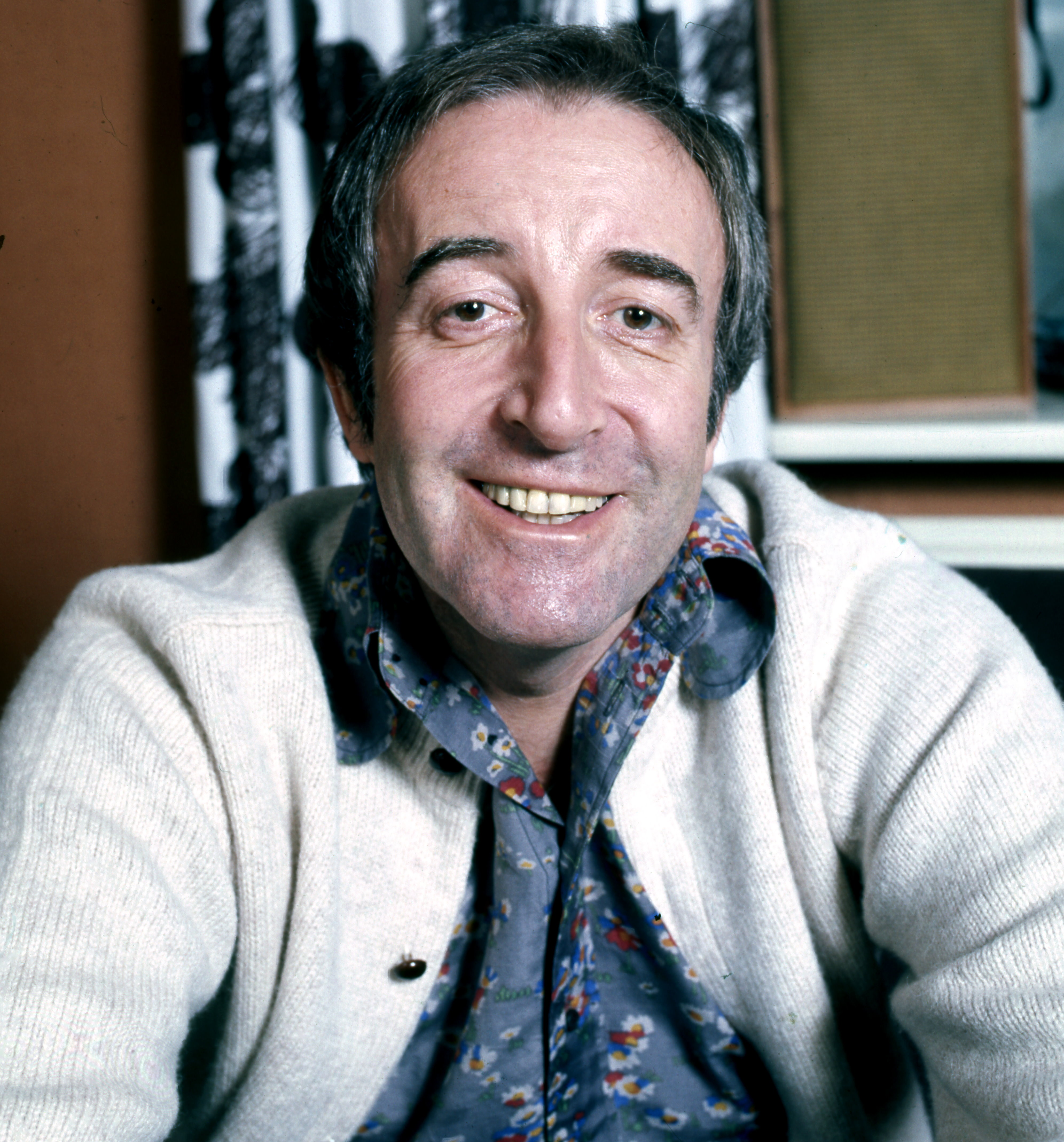
Питер Селлерс

Чтобы создать образ своего персонажа, Хенриксон черпал вдохновение в старых французских и норвежских фильмах и работе английского комика Питера Селлерса, который известен благодаря своим ролям инспектора Клузо в «Розовой пантере» и доктора Стренджлав у Кубрика. Французский актёр Ален Делон был ещё одним источником вдохновения. Хенриксон проводил по 2 часа каждый день в кресле гримёра. По мнению Стига хороший грим это залог успеха. Он много работал над своими движениями и голосом. Хенриксон хорошо отзывался о всех участниках проекта и в целом остался доволен своей работой. Он также отметил что было невероятно круто работать с Томасом Хансоном, снимавшимся у Бергмана.

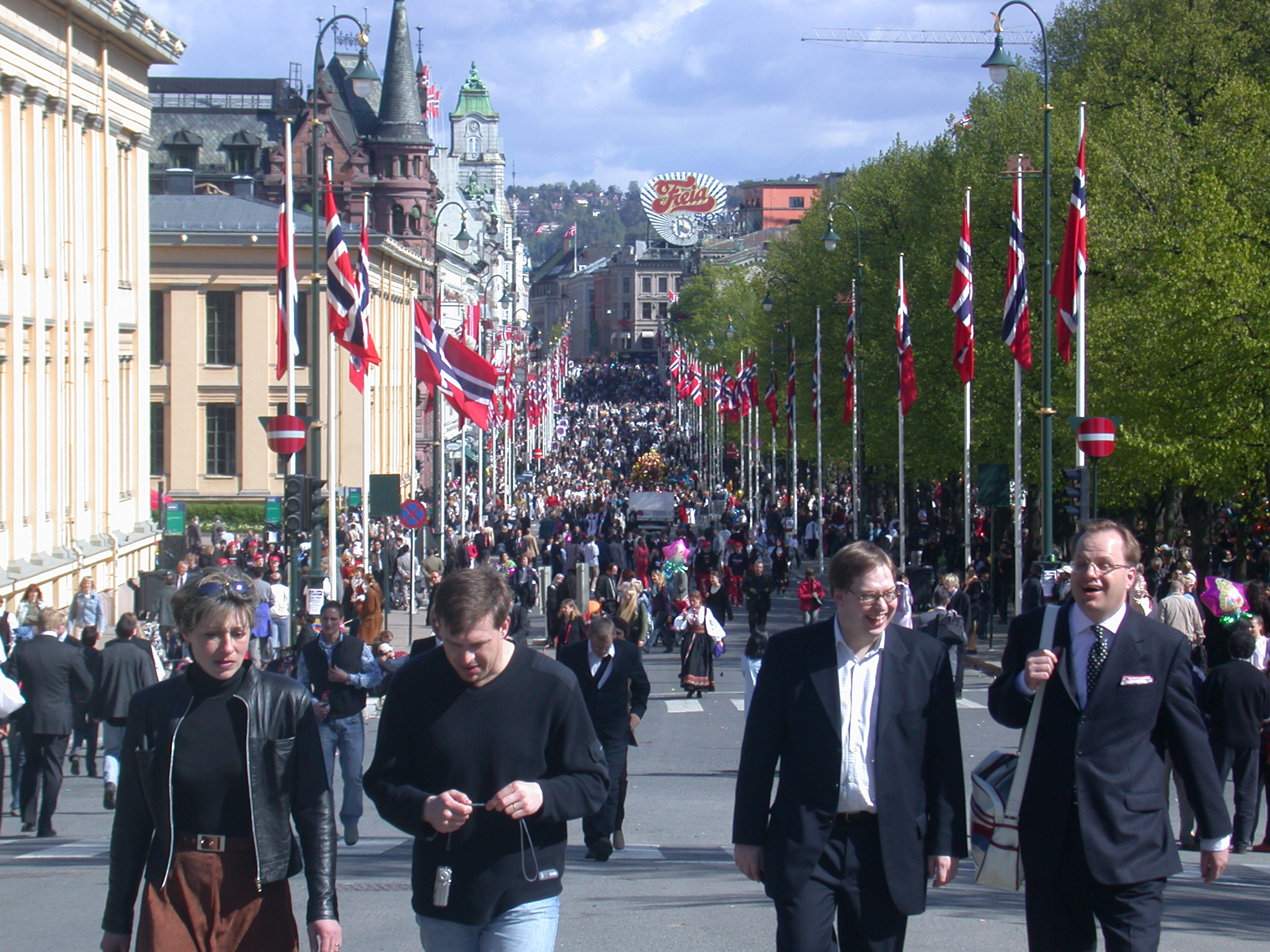
Осло

Анна Вилсгард сыграла злую бабушку, которая раскуривала сигарету, а затем наклонялась и стряхивала пепел в коляску. Актриса говорила что было трудно сыграть роль, ведь у неё не было истории, нужно было просто сыграть одну сцену. Местные жители активно принимали участие в съёмках в качестве массовки. Порой между съёмками проходили долгие часы ожидания. Актриса вспоминает как сидела и курила вместе с мальчиком которому было 14 лет. Потребовалось несколько дублей для того что бы снять сцену, поэтому пришлось выкурить несколько сигарет. Актриса с нетерпением ждала премьеры и надеялась что показ не скажется негативно на их деревушке Грюллефьорд. Местная администрация во главе с мэром также ожидала, последует ли вслед за премьерой критика её руководства.

### Художественные особенности

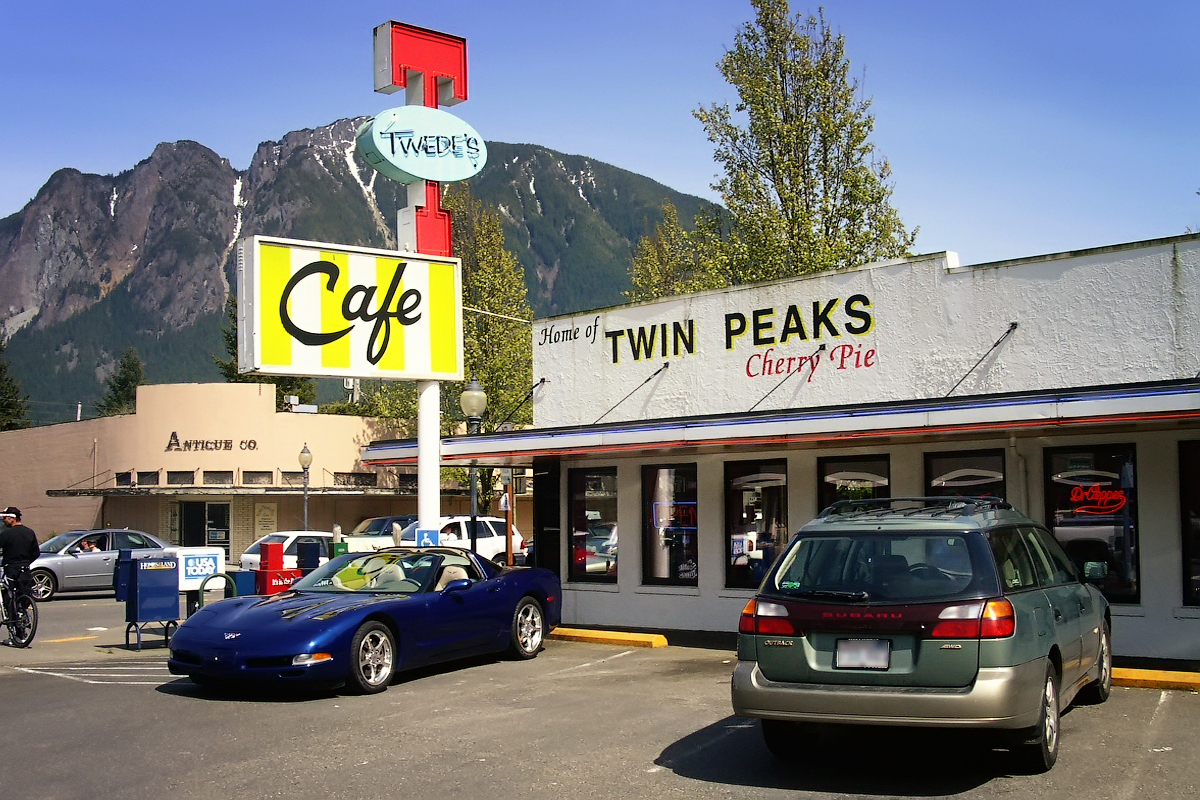
«Твин Пикс»

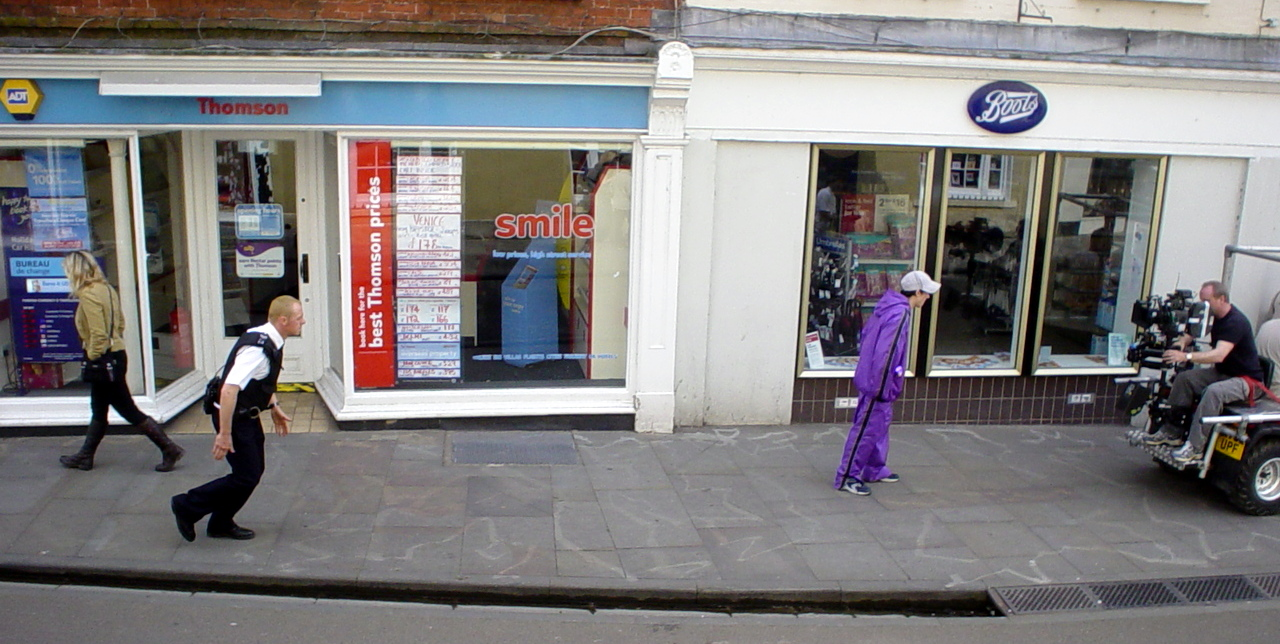
«Типа крутые легавые»

Создатели сериала характеризовали его как нечто среднее между сериалом «Твин Пикс» и фильмом «Типа крутые легавые» с налётом норвежского колорита. Однако они утверждали что связь с кинофильмом «Типа крутые легавые» всего лишь совпадение, так как они не смотрели картину до написания сценария. И все же налицо явное сходство с картиной, сюжет которой рассказывает о полицейском попадающим в маленький городок в котором заправляет община совершающая преступления. В то же время сериал имеет общие черты со знаменитой работой Дэвида Линча, это касается не только полицейского расследующего преступление в отдалённом городке, но и мистики, на которую то и дело намекают создатели сериала, правда в весьма ироничной форме. Заид Али отзывался о сериале как о «Твин Пикс», однако без тёмных лесов и оборотней. А Хенриксон как о смеси чего-то уродливого с чем-то красивым.

### Трансляция

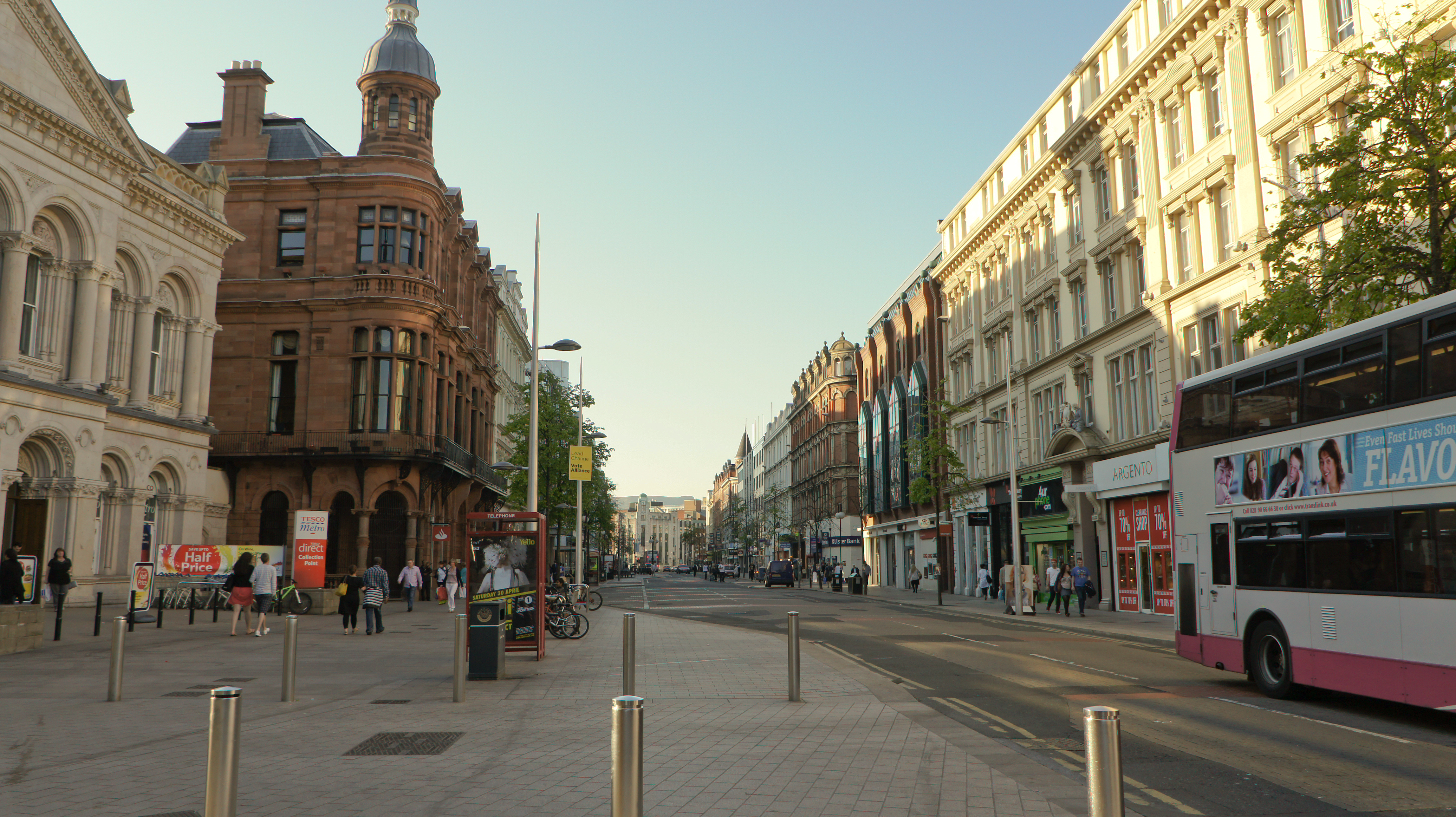
Белфаст

Премьера сериала состоялась на кинофестивале в Белфасте. 9 октября 2012 года состоялась премьера на канале NRK1 норвежского телевидения. В 2013 году актёры Стиг Фроде Хенриксон, Заид Али и Ингрид Бульсё Бердал представили сериал на фестивале в городе Остин штат Техас. В ноябре 2013 года сериал был показан в США на телеканале CBS, после чего его планировали адаптировать для американского телевидения, проектом заинтересовался Уилл Фэррелл. В 2016 году сериал транслировали в Польше. Авторы картины позиционировали сериал как сериал для мужчин с чёрным юмором и надеялись что в скором времени на вопрос о Скандинавском сериале, у людей будет возникать лишь одна ассоциация «Адский фьорд».

## Список эпизодов
| № | # | Название                                                            | Режиссёр        | Сценарист                                     | Дата показа в Норвегии | Зрители Норвегии (тысячи) |
| --- | - | ------------------------------------------------------------------- | --------------- | --------------------------------------------- | ---------------------- | ------------------------- |
| 1 | 1 | «Заклинатель лошадей» «Der Pferdeflüsterer»                         | Патрик Сиверсен | Томми Виркола, Стиг Фроде Хенриксен, Заид Али | 9 октября 2012         | н/д                       |
| Салмандер даёт объяснение о случившемся на параде в честь дня независимости начальству. Ему сообщают о том что он уволен, однако по новому закону, сотрудника обязаны известить о увольнении за три месяца. Поэтому его отправляют в ссылку в рыбацкий городок Адский фьорд. По прибытии его встречает Кобба, который отвозит его на лодке в город, подкармливая по пути козьими головами некую местную змею. Благодаря прессе Салмандер местная знаменитость. Он знакомится с жителями. Местный журналист Ёханна сообщает ему, что с городом и его жителями что-то не так. Салмандера устраивают на ночлег в камере, там ему снятся кошмары, он видит смерть своей лошади, Коббу и топи. Он получает звонок, ему предлагают встретиться у рыбного завода, но на месте Салмандер обнаруживает звонившего мертвым с телефоном в горле.                                                          |   |                                                                     |                 |                                               |                        |                           |
| 2 | 2 | «Адский фьорд» «NCIS: Hellfjord»                                    | Себастьян Дален | Томми Виркола, Стиг Фроде Хенриксен, Заид Али | 16 октября 2012        | н/д                       |
| Сержант опрашивает Шведа и сотрудников рыбного завода. Во время проведения вскрытия тела Хелиги Гульфасона, голова трупа загорается и её не сразу удаётся потушить. Салмандер снова видит кошмар: топи, рыбьи глаза и костёр. Он переселяется жить в комнату, которую сдаёт тётушка Коузи. Ёханна рассказывает Салмандеру о том что погибший много раз связывался с кем то в местной тюрьме. Сержант принимает решение, он делает себе нацистскую татуировку и отправляется в тюрьму под видом заключённого. Во время его переговоров с начальником тюрьмы последний умирает, подавившись косточкой. |   |                                                                     |                 |                                               |                        |                           |
| 3 | 3 | «Под прикрытием»                                                    | Оле Гьявер      | Томми Виркола, Стиг Фроде Хенриксен, Заид Али | 23 октября 2012        | н/д                       |
| В тюрьме меняется руководство. Новый начальник тюрьмы не верит Салмандеру, так как его личность никто не может подтвердить. Сокамерник сержанта, Рольф испытывает симпатию к последнему. Салмандер знакомится с двумя заключёнными, которые организуют побег. Один из них рассказывает о том, что его брату угрожал некий швед. Бежавших на машине заключённых догоняет начальница тюрьмы и Бробекер, который убивает двоих заключённых. Жизнь Салмандеру спасает Ёханна, успевшая связаться с руководством тюрьмы и рассказать им о случившемся. |   |                                                                     |                 |                                               |                        |                           |
| 4 | 4 | «Тётушка Коузи» «Tante Kose»                                        | Вегар Хоел      | Томми Виркола, Стиг Фроде Хенриксен, Заид Али | 30 октября 2012        | н/д                       |
| Сержант получает извинения от начальницы тюрьмы возле разбитой машины и трупов. Тётушка Коузи приглашает Салмандера на ужин. Сержант узнаёт о том, что серая масса под ногтями покойника это кактусовая тля. На допросе Босса Нова говорит, что кактусовая тля любимое лакомство рыб. Ёханна выясняет что Швед не является главой рыбной компании, он всего лишь наёмный руководитель, а компания поставляет рыбу по всей стране. На рыбном заводе сержант и Ёханна видят как в нерабочее время варят какие-то кости. Салмандер теряет свою никотиновую жвачку. |   |                                                                     |                 |                                               |                        |                           |
| 5 | 5 | «Ungeheuer-lich»                                                    | Роар Утхауг     | Томми Виркола, Стиг Фроде Хенриксен, Заид Али | 6 ноября 2012          | н/д                       |
| После увиденного и услышанного на рыбном заводе, Салмандер отправляет Ёханну выяснить кто такой Босса Нова, а сам сержант собирается выйти в море и узнать, что такое морская змея. Кобба отказывается выходить в море с сержантом и, оставшись на берегу, проводит некий ритуал. Салмандер разбрасывает козьи головы, затем использует гарпун и узнаёт что морская змея - это подводная лодка. Швед узнает о визите сержанта на завод и отправляет человека убить его. В комнате сержанта происходит схватка, сержант выкидывает нападающего из окна. Обессилевший сержант засыпает и видит продолжение своего кошмара, снова топи, костёр и католический священник с распростёртыми руками. Босса Нова убивает подручного, не справившегося с заданием. Сержант планирует рейд на завод, как вдруг ему звонят и сообщают что с этого момента он гражданский.                                 |   |                                                                     |                 |                                               |                        |                           |
| 6 | 6 | «Посмотри мне в глаза, маленькая» «Schau mir in die Augen, Kleines» | Кеннет Хелум    | Томми Виркола, Стиг Фроде Хенриксен, Заид Али | 13 ноября 2012         | н/д                       |
| Сержант вновь видит кошмар, с кострами и священником, который зовёт его и Салмандер едва не падает в пропасть. Сержант возвращается в Осло, где рассказывает руководству о том что узнал, но его поднимают на смех и выгоняют. Салмандер осмысливает всё произошедшее. Ёханна тем временем пробирается на завод под видом сотрудника и узнаёт о наркотиках в рыбьих глазах. Салмандер находит наркотики в продукции завода в ресторане в Осло. Швед ловит Ёханну и приказывает её убить, отрезав руку и ногу, а тело сбросить в воду. |   |                                                                     |                 |                                               |                        |                           |
| 7 | 7 | «Специальное Подразделение: Адский фьорд» «Special Unit: Hellfjord» | Томми Виркола   | Томми Виркола, Стиг Фроде Хенриксен, Заид Али | 20 ноября 2012         | н/д                       |
| На причале, где Ёханну собираются убить, её спасает Кобба, застрелив убийц гарпуном. Сержант возвращается в Адский фьорд, рассказывает о том, что узнал и собирает товарищей для рейда на завод. После неудачной попытки взорвать ворота завода, они всё-таки проникают в него. Швед приказывает убить всех, но в этот момент появляется Рина и убивает практически всех подручных Шведа из «Узи». Во время погони за Шведом Салмандер видит, как жители города приносят козла в жертву Сатане. Сержант и Швед дерутся в местном баре, на радость публике сержант побеждает. Швед сбегает во время конвоирования. Прибывает столичная полиция и спасает товарищей сержанта. В Осло приносят извинения Салмандеру и восстанавливают его по службе. Он возвращается служить в Адский фьорд. На пристани к сержанту подсаживается священник, которого он видел во снах и предлагает ему закурить. |   |                                                                     |                 |                                               |                        |                           |